# لوسی دزموند
لوسی دزموند (انگلیسی: Lucy Desmond; ۱۷ آوریل ۱۸۹۹ – اوت ۱۹۹۲) ژیمناست هنری زن اهل بریتانیا بود.